# KASMERA
KASMERA — це міжнародний міждисциплінарний журнал International Semiannual Journal, що видається незалежним відділом самофінансування ENFERMEDADES INFECCIOSAS Y TROPICALES, MARACAIBO. Виходить із 1962 року. Видавець: Universidad de Zulia (Венесуела).

## Опис
KASMERA — це науковий журнал кафедри інфекційної та тропічної хвороб медичного факультету. Заснований доктором Адольфо Понсом. Видання охоплює широкий спектр експериментальних, теоретичних і загальних наук про життя.
Віддіє перевагу дослідженням у сферах: Медицина, Інфекційні хвороби, Мікробіологія (медична).
Друкує оригінальні статті, нотатки, клінічні випадки, монографії або огляди, пов'язані з тропічною медициною та мікробіологією (бактеріологія, мікологія, паразитологія та вірусологія) у різних її галузях: морфологія, біологія, імунологія, клініка, епідеміологія та лікування, не тільки зорієнтовані на здоров'я людини, але також і на здоров'я тварин або довкілля, включаючи безпеку та безпеку харчових продуктів.
Головний редактор — професор, доктор Мігель Г. Де Гарсіа, Венесуела.
Редакційна рада: Д — р А. Ф. Dellacha, Аргентина; Д — р С. Литвак, Англія; Д — р Дж Монтегю, Франція; Д — р О. Kletzl, Бельгія; Доктор Д. Ангота, Венесуела; Доктор М. Даймс, США;Доктор П. Адетунде, Єгипет; Доктор Р. Пеліссьє, Франція . Видавець — Д. Мітчелла.
KASMERA виходить двічі на рік (червень і грудень) у друкованому вигляді. Кожен том складається з 6 частин, розділених за статтями, що приймаються щомісяця. Матеріали, що приймаються щомісяця, публікуються в Інтернеті до початку піврічного друку журналу. Головним завданням редакції є обрання наукових дослідницьких робіт у будь-якій галузі, які відповідають високим стандартам для популяризації наукової репутації журналу. В основному це статті, які цікавлять читачів з більш ніж однієї дисципліни. Редакційна політика журналу — орієнтація на міжнародну аудиторію.
Усі документи, що надсилаються до журналу Kasmera, проходять подвійну сліпу експертизу, завдяки чому забезпечується висока якість наукових стандартів. Видавництво спонсорує виключно високопоставлені рецензовані прийняті доповіді у галузі медицини та охорони здоров'я. Рішення про обрання наукових статей із найвищим рейтингом приймається за редакційними голосами для кожного випуску.

## Індексування
Scopus, Science Citation Index Expanded, Academic Search Premier, Fuente Academica  Plus, Fuente Academica Premier,
Veterinary Science Database